# Carola Häggkvist
 (septembre 2016).
Si vous disposez d'ouvrages ou d'articles de référence ou si vous connaissez des sites web de qualité traitant du thème abordé ici, merci de compléter l'article en donnant les références utiles à sa vérifiabilité et en les liant à la section « Notes et références ».
Pour les articles homonymes, voir Carola.
Carola Maria Söörgaard Häggkvist, dite Carola, née le 8 septembre 1966 à Hägersten (Stockholm), est une chanteuse suédoise ayant remporté l'Eurovision 1991.

## Biographie

### Carrière
Carola a représenté la Suède au Concours Eurovision de la Chanson 1983, avec la chanson Främling (Étranger) et obtient une troisième place sur 20 autres candidats. En 1991, elle représente à nouveau la Suède avec la chanson Fångad av en stormvind (Prise dans la tempête), mais arrive ex æquo en première place, avec la France. Elle remporte toutefois le Grand Prix, grâce à un point du règlement :
le règlement prévoit que si deux chansons sont premières ex æquo, le Grand Prix sera attribué à celle ayant obtenu le plus souvent le nombre de points maximum (12 points). Si la chanson gagnante ne peut être déterminée à l'aide de cette procédure, l'élément décisif sera alors le nombre de fois qu'elle aura remporté 10 points. Pour la France : quatre fois 12 points et deux fois 10 points. Pour la Suède : quatre fois 12 points et cinq fois 10 points.
Carola participa également au Melodifestivalen (la sélection nationale suédoise) 1990, avec la chanson Mitt i ett äventyr, obtenant une deuxième place.
Carola remporte à nouveau le Melodifestivalen en 2006, 15 ans après sa victoire avec sa chanson Evighet. Favorite dès l'annonce de sa participation, Carola domine largement sa demi-finale.
Lors de la finale du concours national, Carola est enrouée et ne peut passer les notes les plus élevées. C'est devant plus de 4,2 millions de téléspectateurs (plus de 80 % de part de marché) que Carola remporte son troisième Melodifestivalen avec un record pour le nombre d'appels en sa faveur. Son single se classe dès la première semaine no 1 dans les classements suédois.
C'est en statut de favorite, que Carola s'envole à Athènes pour représenter son pays lors du Concours Eurovision de la chanson 2006. Elle se classe 5e avec 170 points mais remporte le prix artistique Marcel Bezençon. Dès la première semaine d'exploitation, son album Fran nu till evighet se vend à plus de 70 000 exemplaires.
En novembre 2007, Carola sort un nouvel album de Noël intitulé I denna natt blir världen ny, Jul in Bethelem II. L'album se classe 7e dans la liste des albums les plus vendus de l'année 2007.
Début 2008, la télévision suédoise annonce son retour au Melodifestivalen, deux ans après sa victoire, mais cette fois-ci en duo avec Andreas Johnson. La chanson intitulée One Love sera éliminée au premier tour de la « seconde chance », battue par I lågornas sken du groupe Nordman.

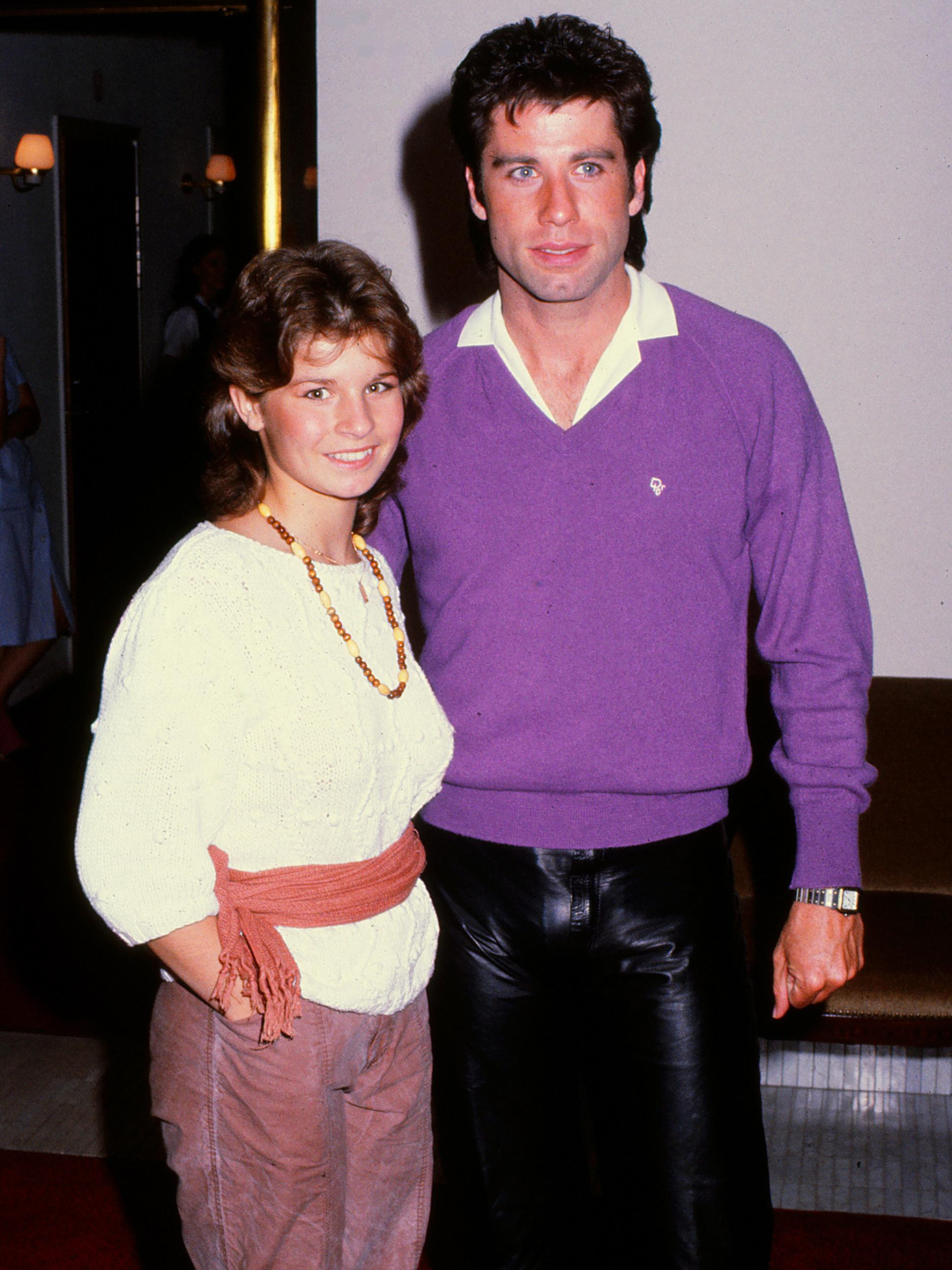
Carola et John Travolta à Stockholm en 1983.

## Vie privée
Elle a été mariée à Runar Sögaard, avec lequel elle a eu un fils, Amadeus Sögaard, qui est footballeur professionnel.
Elle est devenue chrétienne évangélique et a été membre de l’Église Parole de Vie jusqu’en 1995.

## Discographie

### Albums
| Année | Titre                                         | Suède | Norvège |
| 1983  | Främling                                      | 1     | 2       |
| 1983  | Julefrid med Carola                           |       | 12      |
| 1984  | Carola… With Love                             |       |         |
| 1984  | Steg för steg                                 | 1     | 2       |
| 1984  | Thunder and Lightning                         |       |         |
| 1984  | Love Isn't Love                               |       |         |
| 1984  | På egna ben                                   | 5     | 10      |
| 1985  | Happy Days                                    |       |         |
| 1986  | Runaway                                       | 2     | 9       |
| 1987  | Live i Rättviks kyrka                         |       |         |
| 1990  | Much More                                     | 16    |         |
| 1991  | Hits                                          | 20    |         |
| 1991  | Jul                                           | 15    |         |
| 1993  | My Tribute                                    | 21    |         |
| 1994  | Personligt                                    | 14    |         |
| 1995  | The sound of music                            | 15    |         |
| 1996  | Hits (vol 2)                                  | 50    |         |
| 1997  | Det bästa av Carola                           | 40    |         |
| 1998  | Blott en dag                                  | 2     | 32      |
| 1999  | Jul i Betlehem                                | 1     | 6       |
| 2001  | Sov på min arm                                | 1     | 18      |
| 2001  | My Show                                       | 6     |         |
| 2003  | Guld platina och passion-Det bästa med Carola | 1     | 3       |
| 2004  | Credo                                         | 2     |         |
| 2004  | 18 bästa                                      | 3     |         |
| 2005  | Störst av allt                                | 1     | 16      |
| 2006  | Från nu till evighet                          | 1     | 25      |
| 2007  | I Denna Natt Blir Världen Ny                  | 1     | 12      |
| 2008  | Främling 25 år                                | 2     |         |
| 2009  | Christmas in betlehem                         | 2     | 36      |
| 2011  | Elvis, Barbra & Jag                           | 1     |         |

### Singles
- 1983 Främling (Eurovision 1983)
- 1983 Love isn't love  (version anglaise de "Främling")
- 1983 Je ogen hebben geen geheimen (version néerlandaise de "Främling")
- 1983 Fremder (version allemande de "Främling")
- 1984 Hunger
- 1984 Albatros
- 1984 Tommy tycker om mig
- 1984 Tommy loves me (version anglaise de Tommy tycker om mig)
- 1986 The Runaway
- 1986 Brand New Heart
- 1990 Mitt i ett äventyr (Melodifestivalen 1990 (sv))
- 1990 You are my destiny (version anglaise de Mitt i ett äventyr)
- 1990 The Girl Who Had Everything
- 1990 I'll Live
- 1990 Every Beat Of My Heart
- 1990 All The Reasons To Live
- 1991 Fångad av en stormvind (chanson lauréate du Concours Eurovision de la chanson 1991)
- 1991 Captured By A Lovestorm (version anglaise de Fångad av en stormvind)
- 1991 Juletid
- 1993 Save the Children
- 1993 You Light Up My Life
- 1994 Det kommer dagar
- 1994 Guld i dina ögon
- 1994 Sanningen
- 1994 Sanna vänner
- 1996 Believe
- 1996 Just The Way You Are
- 1997 Dreamer
- 1998 Blott en dag
- 1999 Himlen i min fam
- 2001 Sov på min arm
- 2001 The Light
- 2001 I Believe In Love
- 2001 You + Me
- 2003 När löven faller
- 2003 Walk A Mile Of My Shoes
- 2004 Ditt ord består
- 2004 Åt alla
- 2005 Genom Allt
- 2006 Evighet (Eurovision 2006)
- 2006 Invincible (version anglaise d'Evighet)
- 2006 Stanna eller gå
- 2007 I denna natt blir världen ny
- 2008 Lucky Star (duo avec Andreas Johnson)
- 2008 One Love (sv) (duo avec Andreas Johnson)
- 2010 Det är bara vi

### DVD
- 2003 Jubileumsshowen
- 2004 Julkonsert
- 2006 Karaoke
- 2010 Sings Elvis & Barbra Streisand - En magisk kväll på Dalhalla

## Participations au Melodifestivalen
| Année | compétition    | Titre de la chanson    | Lieu      | Interprète          | Auteurs                                                | Place    | Points  |
| 1983  | Finale         | Främling               | Malmö     | Carola              | Lasse Holm, Monica Forsberg                            | 1re      | 88 pts  |
| 1990  | Finale         | Mitt i ett äventyr     | Göteborg  | Carola              | Stephan Berg                                           | 2e       | 84 pts  |
| 1991  | Finale         | Fångad av en stormvind | Malmö     | Carola              | Stephan Berg                                           | 1re      | 78 pts  |
| 2006  | Demi-Finale    | Evighet                | Göteborg  | Carola              | Bobby Ljunggren, Thomas G:son, Henrik Wikström, Carola | 1re      | (1)     |
| 2006  | Finale         | Evighet                | Stockholm | Carola              | Bobby Ljunggren, Thomas G:son, Henrik Wikström, Carola | 1re      | 234 pts |
| 2008  | Demi-Finale    | One love               | Västerås  | Johnson & Häggkvist | Carola Häggkvist, Andreas Johnson & Peter Kvint        | 3e       | (2)     |
| 2008  | Seconde chance | One love               | Kiruna    | Johnson & Häggkvist | Carola Häggkvist, Andreas Johnson & Peter Kvint        | 1er Tour | (3)     |

- (1) Avec 151 021 appels, elle remporte la demi-finale et se qualifie pour la finale.
- (2) Avec 79 106 appels, Johnson & Häggkvist décroche la troisième place et le droit de disputer une seconde chance.
- (3) Le duo est éliminé face au groupe Nordman 316 118 contre 202 353 appels.

## Récompenses
- 1994 Artiste gospel de l'année aux Pays-Bas
- 1995 Guldmasken de la meilleure actrice dans une comédie ou une comédie musicale pour The sound of music.